# Un camino hacia el destino
Un camino hacia el destino (no Brasil: Um Caminho para o Destino) é uma telenovela mexicana produzida por Nathalie Lartilleux para a Televisa e exibida pelo Canal de las Estrellas de 25 de janeiro a 17 de julho de 2016, substituindo La vecina e sendo substituída por Despertar contigo. 
É um remake da telenovela La hija del jardinero produzida em 2003.
A trama foi protagonizada por Paulina Goto e Horacio Pancheri, co-protagonizada por Jorge Aravena, Lisette Morelos e Eugenia Cauduro e antagonizada por René Strickler, Ana Patricia Rojo, Candela Márquez e Alejandro Ruiz.

## Sinopse
Na fazenda da família Altamirano vive Fernando (Gustavo Rojo), um viúvo e pai de duas jovens: Amélia (Lisette Morelos), a mais nova e sua consentida, e Mariana (Ana Patrícia Rojo), a filha mais velha. Com eles também vivem Branca (Patricia Reyes Spíndola), que cuida das filhas de Fernando desde o falecimento da mãe delas no parto de Amélia, e Pedro Peres (Jorge Aravena), o jardineiro da fazenda, que é apaixonado por ela.
Porém Amélia é apaixonada por Luís Monteiro (René Strickler), um estudante de direito cheio de ambições. Amélia acaba se entregando a Luis e acaba engravidando. Ao saber da gravidez, Luís despreza Amélia e se casa com Marisa (Eugenia Cauduro), uma rica viúva milionária e mãe de Carlos (Horacio Pancheri).
Fernando, ao saber da gravidez de Amélia, acredita que o filho é de Pedro e os expulsa da fazenda. Um tempo depois, Amélia e Pedro se casam e ele assume a paternidade da criança que ao nascer, é batizada de Luisa Fernanda (Paulina Goto).
18 anos depois, Luísa Fernanda é uma linda moça que tem duas paixões na vida: tocar violino e plantar, hábitos que aprendeu com seu pai Pedro. Um certo dia, Luís, seu pai biológico, a atropela e a leva para o hospital onde trabalha seu enteado Carlos. A partir desse momento, nasce um amor entre eles. Carlos é namorado de Isabela (Candela Márquez), ex-miss universo e uma solicitada modelo, mas termina com ela ao se apaixonar por Fernanda.
O atropelo faz com que Carlos e Fernanda fiquem ainda mais ligados. Porém Carlos tem um amigo que se apaixona por Fernanda, ao passo que Fernanda tem uma amiga que se apaixona por Carlos.

## Elenco
| Ator/Atriz              | Personagem                                                                      |
| ----------------------- | ------------------------------------------------------------------------------- |
| Paulina Goto            | Luísa Fernanda Peres Altamirano / Luísa Fernanda Peres Altamirano de Gomes-Ruiz |
| Horacio Pancheri        | Carlos Gomes-Ruiz                                                               |
| Jorge Aravena           | Pedro Peres                                                                     |
| René Strickler          | Luís Monteiro Fernandes                                                         |
| Lisette Morelos         | Amélia Altamirano / Amélia "Dona Queca" Altamirano de Peres                     |
| Ana Patrícia Rojo       | Mariana Altamirano / Mariana Altamirano de Sotomayor                            |
| Eugenia Cauduro         | Marisa de Gomes-Ruiz / Marisa de Monteiro                                       |
| Gustavo Rojo            | Fernando Altamirano                                                             |
| Aranza Carreiro         | Camila Sotomayor Williams                                                       |
| Patricia Reyes Spíndola | Branca Martínez                                                                 |
| Candela Márquez         | Isabela de León                                                                 |
| Manuel Landeta          | Hernani Sotomayor                                                               |
| Agustín Arana           | Dr. Inácio Ordonhes                                                             |
| Rebeca Manríquez        | Madre Rosaura Peres                                                             |
| Bárbara López           | Luciana Gutierres Vega / Luciana Gutierres Vega de Martínez                     |
| Dilery Sánchez          | Clara "Clarinha"                                                                |
| Rocío Banquells         | Guadalupe "Lupe"                                                                |
| Alejandro Peniche       | Felipe Montiel                                                                  |
| Brandon Peniche         | Xavier Farias                                                                   |
| Arturo Carmona          | Diego Martínez                                                                  |
| Sheyla Tadeo            | Irmã Caetana "Sorriso"                                                          |
| Rogelio Cruz Téllez     | Paulo "Paulinho" Gomes-Ruiz                                                     |
| Yuliana Peniche         | Andréia Fonseca                                                                 |
| Arena Ibarra            | Adriana                                                                         |
| Vanya Aguayo            | Carolina "Carol" de León                                                        |
| Eduardo Carabajal       | Dr. Marco Artega                                                                |
| Alejandro Ruiz          | Detetive Ismael Salesiano                                                       |
| Arcelia Ramírez         | Maribel Mendonça                                                                |
| Harry Geithner          | Leopoldo Araos                                                                  |
| Andrés Pardave          | José                                                                            |
| Ianis Guerrero          | César                                                                           |
| Aurora Clavel           | Rosário                                                                         |
| Samadhi Zendejas        | Nádia                                                                           |
| Claudia Martín          | Vitória "Vicky"                                                                 |
| Rubí Cardozo Benítez    | Alícia                                                                          |
| Ricardo Guerra          | Inspetor Medina                                                                 |
| Naydelin Navarrete      | Demétria Severina "A Mal-amada" Roldán Watson                                   |
| Pilar Pellicer          | Diretora da penitenciária                                                       |
| Adriana Williams        | Olívia                                                                          |
| Ainhoa García Forcada   | Pilar Vega                                                                      |
| María Morena            | Irmã Magnólia                                                                   |
| Gerardo Murguía         | Téo Saldivar                                                                    |
| Francisco Avendaño      | Dr. Espinoza                                                                    |
| Arturo Farfán           | Apolinário                                                                      |
| Javier Ponce            | Vladimir                                                                        |
| Isadora González        | Thelma                                                                          |
| Rafael Amador           | Juiz                                                                            |
| María Prado             | Diretora do orfanato                                                            |
| Francisco Calvillo      | Isidoro                                                                         |
| Jorge Ortín             | Advogado                                                                        |
| Rudy Casanova           | Mecânico                                                                        |
| Carlos Bonavides        | Paulo "Paulinho" Gomes-Ruiz (adulto)                                            |
| Claudia Ortega          | Carcereira                                                                      |
| Juan Verduzco           | Dr. Becker                                                                      |
| Constanza Mirko         | Graziela                                                                        |
| Norma Reyna             | Josefina                                                                        |

## Dados técnicos
- História original: Mariela Romero
- Livreto: Maria Antonieta Calú Gutiérrez e Anthony Martínez
- Edição literária: Dolores Ortega
- Cenário: Rafael Hernández
- Ambiente: Laura Ocampo
- Desenho de vestuário: Ileana Pensado e Begoña Coto
- Scouting: Alan Gálvez
- Investigador: Jaime Everardo Calderón
- Chefes de produção: Carla Brizuela e Tabatha Casas
- Gerentes de produção: Sonia Pérez e César Silva
- Música original: Jorge Eduardo Murguía e Mauricio L. Arriaga
- Tema musical: Mi Camino Eres Tú
- Intérprete: Paulina Goto
- Musicalizador: Eduardo Diazayas
- Editores: Alfredo Frutos Maza e Marco A. Rocha Maza
- Coordenador de produção: Vanessa Velázquez
- Direção de câmeras: Adrián Frutos Maza e Jesús Acuña Lee
- Direção de cenas: Guido Sánchez e Víctor Rodríguez
- Produtora executiva associada: Leticia Díaz
- Produtora executiva: Nathalie Lartilleux

## Repercussão
A novela obteve uma extensa lista de críticas em relação ao seu enredo. Por se tratar de um remake da telenovela da principal concorrente do Las Estrellas a Azteca Trece, houve diversas comparações em relação aos atores e a história da trama.
Uma das grandes críticas da novela foram em relação aos roteiristas da novela, em destaque a produtora Nathalie Lartilleux. Além disso a mudança dos vilões interpretados por Ana Patrícia Rojo e Manuel Landeta não foram muito bem aceitas pelo público.
Mesmo com diversos pontos negativos em seu enredo, a novela se tornou mais um sucesso tanto nacional, como internacional, entre eles no Peru onde bateu bons índices de audiência.

## Exibição no Brasil
Foi exibida pelo SBT entre 28 de agosto de 2017 a 5 de março de 2018, em 136 capítulos, substituindo O Que a Vida me Roubou e sendo substituída por Amanhã é para Sempre. Inicialmente sua classificação etária era "Livre para todos os públicos", porém, o Ministério da Justiça detectou conteúdos impróprios como "Supervalorização da Beleza física", "Bullying", "Preconceito", "violência" e "morte intencional", assim, a novela passou a ser exibida com o selo "Inapropriado para menores de 10 anos".

## Audiência

### No Brasil
Em seu primeiro capítulo exibido em 28 de agosto a novela registrou 7,1 pontos. Sua maior audiência foi no dia 14 de fevereiro cravando 9,0 pontos. Já seu menor índice foi de 5,2 pontos em 1 de janeiro.
O último capítulo exibido em 5 de março de 2018 registrou 6,5 pontos, sendo esse o menor índice de um capítulo final das novelas da tarde desde a abertura da faixa em 2014.Terminou com a média geral de 6,9 pontos,uma audiência considerada boa para o horário.

## Prêmios e nomeações

### Kids Choice Awards México 2016
| Categoria                | Nomeado                    | Resultado |
| ------------------------ | -------------------------- | --------- |
| Melhor ator favorito     | Horacio Pancheri           | Venceu    |
| Melhor atriz favorita    | Paulina Goto               | Indicada  |
| Melhor série ou programa | Un camino hacia el destino | Indicado  |

### Premios TVyNovelas 2017
| Categoria                    | Indicado                             | Resultado |
| ---------------------------- | ------------------------------------ | --------- |
| Melhor telenovela            | Nathalie Lartilleux                  | Indicado  |
| Melhor primeira atriz        | Patricia Reyes Spíndola              | Indicada  |
| Melhor atriz co-protagonista | Eugenia Cauduro                      | Venceu    |
| Melhor atriz do elenco       | Arcelia Ramírez                      | Indicada  |
| Melhor roteiro               | María Antonieta "Calú" Gutiérrez     | Indicada  |
| Melhor tema musical          | Mi camino eres tú (por Paulina Goto) | Indicado  |